# Gambais (armadura)
Os gambais consistiam em uma peça de armadura em uso durante a Idade Média. Eram semelhantes a sobre-cota e utilizada sobre outra armadura corporal, a lóriga. Os gambais eram estofados internamente  e recobriam todo o corpo, o seu uso era comum pela classes não-nobres de peões. 

## Referência
- COIMBRA, Álvaro da Veiga, Noções de Numismática. SP. Secção Gráfica da Faculdade de Filosofia, Ciências e Letras da Universidade de São Paulo, 1965.